# Walter van den Berg
Walter van den Berg (Amstelveen, 1970) is een Nederlandse schrijver. Na verschillende baantjes als onder meer fietskoerier, graveur, vakkenvuller, schoonmaker, automatiseerder en conciërge, publiceerde hij in 2004 zijn debuutroman, getiteld De hondenkoning. Zijn tweede roman, West, gaat over een broederstrijd in Osdorp. In 2013 kwam zijn derde roman uit, getiteld Van dode mannen win je niet. In 2016 verscheen Schuld bij uitgeverij Das Mag en in 2020 werd Ruimte gepubliceerd bij uitgeverij Hollands Diep.

## Bekroningen
- 2002 - Bloggie voor de best geschreven log; vandenb.com
- 2004 - Bloggie van de vakjury voor de best geschreven content; vandenb.com
- 2005 - Bloggie van de vakjury voor de best geschreven weblog; vandenb.com
- 2016 - Schuld was Boek van de Maand bij De Wereld Draait Door
- 2017 - Shortlist Libris Literatuurprijs voor Schuld